# 회전체

수학, 공학, 제조업에서 회전체(回轉體)는 어떠한 도형을 회전축을 중심으로 하여 한 바퀴 돌렸을 때 나오는 모형이다.
회전체의 종류로는 구, 원기둥, 원뿔, 원뿔대 등이 있다. '구'와 같은 경우는 그 어느 방향으로 잘라도 나오는 단면은 항상 원이 된다. 그리고 구, 원기둥, 원뿔, 원뿔대의 공통점이라면 각 회전체를 회전축에 수직인 평면으로 자른 단면은 원이 나온다는 것이다. 원기둥을 회전축을 포함한 면으로 자르면 직사각형이 나오고, 원뿔을 회전축을 포함한 면으로 자르면 삼각형이 나오고, 원뿔대를 회전축을 포함한 면으로 자르면 사다리꼴이 나온다. 구는 어느 방향으로 자르던 무조건 원이 나온다.

## 회전체의 부피
- 함수{\displaystyle y=f(x)}가 닫힌구간 {\displaystyle [a,b]}에서 연속일 때, {\displaystyle x}축에 대하여 회전시킨 회전체의 부피

{\displaystyle V=\pi \int _{a}^{b}{f(x)^{2}dx}}
- 함수{\displaystyle x=g(y)}가 닫힌구간 {\displaystyle [c,d]}에서 연속일 때, {\displaystyle y}축에 대하여 회전시킨 회전체의 부피

{\displaystyle V=\pi \int _{c}^{d}{g(y)^{2}dy}}
- 함수{\displaystyle y=f(x)}가 닫힌구간 {\displaystyle [a,b]}에서 연속일 때, {\displaystyle y}축에 대하여 회전시킨 회전체의 부피

{\displaystyle V=2\pi \int _{a}^{b}{xf(x)dx}}

## 회전체의 겉넓이
일대일함수 {\displaystyle y=f(x)}와 함수 {\displaystyle y=g(x)}가 미분가능하고, {\displaystyle f'(x),g'(x)}가 닫힌구간 {\displaystyle [a,b]}에서 연속일 때, 곡선 {\displaystyle x=f(t),y=g(t),a\leq t\leq b}이면,
- {\displaystyle x}축에 회전시킨 회전체의 겉넓이

{\displaystyle S_{x}=2\pi \int _{a}^{b}{\left|g(t)\right|{\sqrt {\{f'(t)\}^{2}+\{g'(t)\}^{2}}}}dt}
- {\displaystyle y}축에 회전시킨 회전체의 겉넓이

{\displaystyle S_{y}=2\pi \int _{a}^{b}{\left|f(t)\right|{\sqrt {\{f'(t)\}^{2}+\{g'(t)\}^{2}}}}dt}
특히 {\displaystyle f(x)=y} 이면
- {\displaystyle S_{x}=2\pi \int _{a}^{b}{\left|f(t)\right|{\sqrt {1+\{f'(t)\}^{2}}}}dx}

- {\displaystyle S_{y}=2\pi \int _{a}^{b}{\left|x\right|{\sqrt {1+\{f'(t)\}^{2}}}}dx}

## 같이 보기
- 닮음비
- 정적분

## 참고 문헌
- 권오남,김서령,신동윤,강혜정 (2011). 《고급 수학 기본》. 광주광역시교육청. ISBN 9788997124213.